# Sacecorbo
Sacecorbo es un municipio y localidad española de la provincia de Guadalajara, en la comunidad autónoma de Castilla-La Mancha. El término municipal, que incluye los núcleos de Sacecorbo y Canales del Ducado, tiene una población de 97 habitantes (INE 2024).

## Geografía
El municipio tiene una superficie de 72,44 km². En el siglo XIX se mencionan «tres montes poblados de chaparro, encina y roble» existentes en el término.

## Historia
A mediados del siglo XIX, el lugar contaba con una población censada de 455 habitantes. La localidad aparece descrita en el decimotercer volumen del Diccionario geográfico-estadístico-histórico de España y sus posesiones de Ultramar de Pascual Madoz de la siguiente manera:

SACECORBO: l. con ayunt. en la prov. de Guadalajara (12 leg.), part. jud. de Cifuentes (3), aud. terr. de Madrid (22), c. g. de Castilla la Nueva, dióc. de Sigüenza (6): sit. en llano entre dos pequeños cerros, combatido principalmente por los vientos del N.; su clima es frio y sano. Tiene 149 casas; la consistorial que sirve de cárcel; escuela de instruccion primaria frecuentada por 80 alumnos, dotada con 1,100 rs.; una fuente de buenas aguas; una igl. parr. (San Bartolomé) servida por un cura y un sacristan. térm.: confina con los de Esplegares, Canales, Ocentejo, Oter y Abanades; dentro de él se encuentran varias fuentes y una ermita (San Roque): el terreno que participa de quebrado y llano es de regular calidad; comprende tres montes poblados de chaparro, encina y roble; se riegan algunos trozos con las aguas de una abundante fuente llamada la Barbadilla que brota en el térm. caminos: los que dirigen á los pueblos limítrofes, todos de herradura en regular estado. correo: se lecibe y despacha en la adm. de Cifuentes. prod.: trigo, centeno, cebada, avena, cáñamo, patatas, judias y otras legumbres, leñas de combustible y buenos pastos con los que se mantiene ganado lanar, vacuno, mular y de cerda; hay caza de liebres, conejos, perdices, algunos corzos y venados. ind.: la agrícola y 3 molinos harineros. pobl.: 100 vec., 455 alm. cap. prod.: 2.286,600 rs. imp.: 137,200. contr.: 6116.
(Madoz, 1847, pp. 607-608)

## Demografía
Sacecorbo cuenta con una población de 97 habitantes (INE 2024).
| Gráfica de evolución demográfica de Sacecorbo entre 1842 y 2021 |
| |
| Población de derecho según los censos de población del INE Población de hecho según los censos de población del INEEntre el censo de 1981 y el anterior, crece el término del municipio porque incorpora a Canales del Ducado |

| 165                                         | 143 | 166 | 163 | 100 | 93 | 91 |
| (Fuente: Instituto Nacional de Estadística) |     |     |     |     |    |    |